# Fatos Baxhaku
Fatos Baxhaku (ur. 9 stycznia 1964 w Tiranie, zm. 16 sierpnia 2019) – albański historyk i dziennikarz telewizyjny.

## Życiorys
W latach 1982–1986 studiował na Wydziale Historyczno-Filologicznym Uniwersytetu Tirańskiego, następnie w latach 1986-1992 pracował w Instytucie Historii Akademii Nauk Albanii (alb. Institut e Historisë së Akademisë së Shkencave të Shqipërisë).
W 1993 roku wziął udział w reaktywacji dziennika Gazeta Shqiptare, pełniąc w niej funkcję redaktora naczelnego. W latach 1998–1999 był prowadzącym programu informacyjnego w TV Klan, a w latach 1999-2000 był redaktorem naczelnym tygodnika XXL. Pracował jako dziennikarz dla telewizji Vizion Plus w latach 2001-2005 oraz dla dziennika Shqip w latach 2006-2016. W ostatnich latach życia był niezależnym dziennikarzem.
Wykładał dziennikarstwo na Uniwersytecie w Elbasanie i Uniwersytecie Tirańskim. Należał do Albańskiego Komitetu Helsińskiego.

## Życie prywatne
Syn matematyka Shabana Baxhaku.